# Њујорк ренџерси
Њујорк ренџерси (енгл. New York Rangers) су амерички хокејашки клуб из Њујорка. Клуб утакмице као домаћин игра у Медисон сквер гардену капацитета 18.200 места.
Тим је основан 1926. године. Такмичи се у Метрополитен дивизији Источне конференције. Боје клуба су црвена, плава и бела.

## Историја

### Рани период
У првим деценијама постојања три пута су освојили Стенли куп и то 1928, 1933 и 1940.
Средином 1940-их клуб је био у кризи, али већ 1950. Ренџерси су играли финале Националне хокејашке лиге против Детроит ред вингса у којем су Ред вингси победили са 4-3 у серији.
Тим није играо у финалу до 1972. када губи од Бостон бруинса. Поново су играли у финалу 1979. када су изгубили од Монтреал канадијанса.
Четири пута (1992, 1994, 2015 и 2024) Ренџерси су освајали Президент трофеј као најбољи тим у регуларном делу првенства. Године 1994. освојен је и Стенли куп када су у финалној серији побеђени Ванкувер канакси са 4-3.

## Дворана
Медисон сквер гарден је вишенаменска затворена дворана у центру Њујорка. Саграђена је 1879. и најстарија је дворана у којој се играју утакмице НХЛ лиге. Капацитет за одигравање хокејашких утакмица је 18.200 гледалаца. Дворана је неколико пута обнављана, а последњи пут 1991, а радови су коштали око 200 милиона долара.

## Трофеји
- Национална хокејашка лига (НХЛ):
  - Првак (4) : 1927/28, 1932/33, 1939/40, 1993/94
- Источна конференција:
  - Првак (2) : 1993/94, 2013/14
- Метрополитен дивизија:
  - Првак (8) : 1926/27, 1931/32, 1941/42, 1989/90, 1991/92, 1993/94, 2011/12, 2014/15, 2023/24
- Президент трофеј:
  - Првак (4) : 1991/92, 1993/94, 2014/15, 2023/24

## Повучени бројеви играча
| Повучени бројеви играча Њујорк ренџерса |                  |          |                  |                  |
| Број                                    | Играч            | Позиција | Каријера         | Датум повлачења  |
| 1                                       | Еди Џакомин      | Г        | 1965–76          | 15. март 1989    |
| 2                                       | Брајан Лич       | О        | 1987–2004        | 24. јануар 2008  |
| 3                                       | Хари Хауел       | О        | 1952–69          | 22. фебруар 2009 |
| 7                                       | Род Гилберт      | Н        | 1960–78          | 14. октобар 1979 |
| 9                                       | Енди Батгејт     | Н        | 1954–64          | 22. фебруар 2009 |
| 9                                       | Адам Грејвс      | Н        | 1991–2001        | 3. фебруар 2009  |
| 11                                      | Вик Хадфилд      | Н        | 1959–1974        | 2. децембар 2018 |
| 11                                      | Марк Месије      | Н        | 1991–97, 2000–04 | 12. јануар 2006  |
| 19                                      | Жан Рател        | Н        | 1960–1974        | 25. фебруар 2018 |
| 30                                      | Хенрик Лундквист | Г        | 2005–2020        | 28. јануар 2022  |
| 35                                      | Мајк Риктер      | Г        | 1990–2003        | 4. фебруар 2004  |
| 99                                      | Вејн Грецки      | Н        | 1996–99          | 6. фебруар 2000  |